# フレッド・バーガー (プロデューサー)
フレッド・バーガー （Fred Berger、1981年5月10日 - ）は、アメリカ合衆国の映画プロデューサーである。

## 人物
『ラ・ラ・ランド』でゴールデングローブ賞 映画部門 作品賞 (ミュージカル・コメディ部門) と全米製作者組合賞の劇場公開映画プロデューサー賞を受賞した。
『The Autopsy of Jane Doe』、『TAKING CHANCE／戦場のおくりびと』のプロデューサーを務めた。2016年からオートマチック・エンターテインメントのパートナーを務める。